# داریوش بیسکوپسکی
داریوش بیسکوپسکی (لهستانی: Dariusz Biskupski؛ ‏۲۹ ژوئن ۱۹۶۴) بازیگر اهل لهستان است.
از فیلم‌ها یا مجموعه‌های تلویزیونی که وی در آن‌ها نقش داشته‌است، می‌توان به رازداری حرفه‌ای، شمش‌سازان، دهن‌به‌دهن، در خوشی و سختی، دختران جنگ، نبرد ورشو ۱۹۲۰، پدر متیو، دوران افتخار، عشق اول، کارآگاهان جنایی، تقارن، در خیابان سپولنی، درخت سحرآمیز، جادوگر (مجموعه تلویزیونی)، جادوگر (فیلم)، سال‌های شیرین، خانه کشیش، خانه، آوالون، طایفه و صفر-هفت، به‌گوشم اشاره نمود.